# Conraua
Conraua (Nieden, 1908) è un genere di anfibi anuri unico appartenente della famiglia Conrauidae.

## Distribuzione
Le specie di questo genere sono presenti nell'ovest dell'Africa tropicale e in particolar modo in Etiopia ed Eritrea.

## Tassonomia
Il genere Conraua è stato oggetto di numerosi studi tassonomici, anche discordanti fra loro. Uno studio del 2006 pone il genere all'interno della famiglia Petropedetidae ed è stato successivamente riconfermato.  Nuovi studi tassonomici, eseguiti nel 2011, hanno indicato come Conraua sia soltanto lontanamente imparentato con il genere Petropedetidae e quindi è stato inserito nella sua famiglia primaria, Conrauidae.
Comprende le seguenti specie
- Conraua alleni Barbour and Loveridge, 1927
- Conraua beccarii Boulenger, 1911
- Conraua crassipes Buchholz and Peters, 1875
- Conraua derooi Hulselmans, 1972
- Conraua goliath Boulenger, 1906
- Conraua robusta Nieden, 1908
- Conraua sagyimase Neira-Salamea, Ofori-Boateng, Kouamé, Blackburn, Segniagbeto, Hillers, Barej, Leaché, and Rödel, 2021

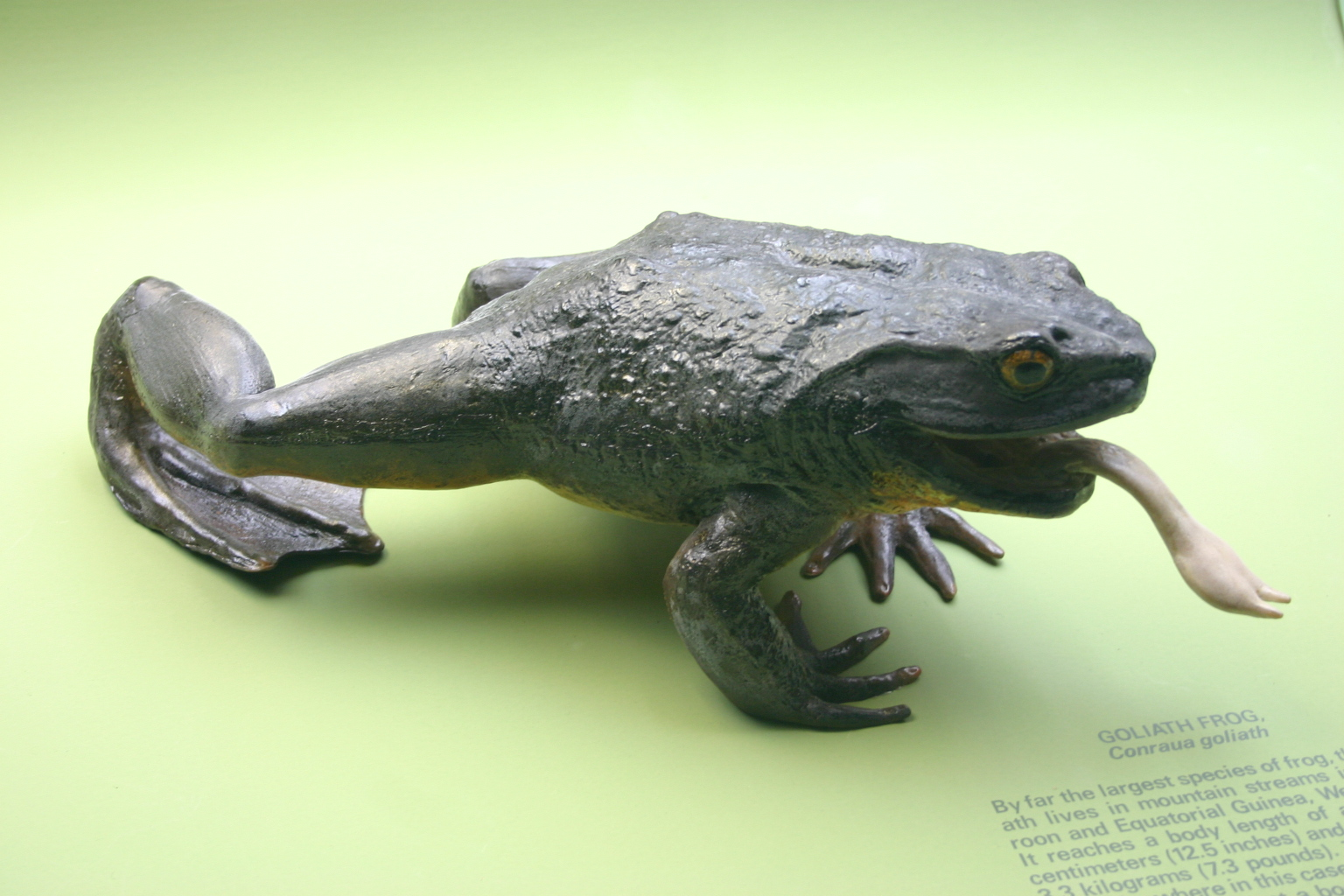